# Municipio de Norway Lake (Minnesota)
El municipio de Norway Lake (en inglés: Norway Lake Township) es un municipio ubicado en el condado de Kandiyohi en el estado estadounidense de Minnesota. En el año 2010 tenía una población de 274 habitantes y una densidad poblacional de 2,99 personas por km².

## Geografía
El municipio de Norway Lake se encuentra ubicado en las coordenadas 45°22′41″N 95°10′47″O / 45.37806, -95.17972. Según la Oficina del Censo de los Estados Unidos, el municipio tiene una superficie total de 91.78 km², de la cual 84,14 km² corresponden a tierra firme y (8,32 %) 7,64 km² es agua.

## Demografía
Según el censo de 2010, había 274 personas residiendo en el municipio de Norway Lake. La densidad de población era de 2,99 hab./km². De los 274 habitantes, el municipio de Norway Lake estaba compuesto por el 99,64 % blancos, el 0,36 % eran amerindios. Del total de la población el 0,73 % eran hispanos o latinos de cualquier raza.